# مارك 32 (طوربيد)
مارك 32 هو أول طوربيد صوتي مضاد للغواصات في خدمة البحرية الأمريكية. تم سحب مارك 32 من الخدمة مع إدخال الطوربيد 43 مارك.
تم تصنيع 10 طوربيدات من قبل ليدز ونورثروب. في ولاية فيلادلفيا خلال الحرب العالمية الثانية تم تصنيع حوالي 3300 طوربيد من قبل شركة فيلكو.